# Fußball-Europameisterschaft 2016/England
Dieser Artikel behandelt die englische Nationalmannschaft bei der Fußball-Europameisterschaft 2016 in Frankreich. Für England war es die neunte Teilnahme und das erste Mal, dass England in der Qualifikation alle Spiele gewann.

## Qualifikation

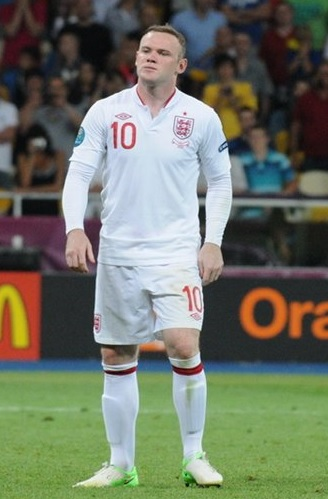
Wayne Rooney, bester englischer Torschütze in der Qualifikation

England absolvierte die Qualifikation zur Europameisterschaft in der Gruppe E. England ging in die Qualifikation ohne Steven Gerrard und Frank Lampard, die nach dem Vorrundenaus bei der WM 2014 zurückgetreten waren. Die englische Mannschaft konnte als einzige Mannschaft in der Qualifikation alle Spiele gewinnen und qualifizierte sich bereits am 5. September 2015 als erste Mannschaft nach dem automatisch qualifizierten Gastgeber. Insgesamt setzte Teammanager Roy Hodgson 33 Spieler ein, von denen aber keiner in allen zehn Spielen zum Einsatz kam. Einmal pausierte Torhüter Joe Hart, in je zwei Spielen kamen Gary Cahill, Wayne Rooney und Raheem Sterling nicht zum Einsatz. Zu ihren ersten Länderspielen kamen in der Qualifikation Dele Alli, Nathaniel Clyne, Danny Ings und Harry Kane, der 80 Sekunden nach seiner Einwechslung zu seinem ersten Länderspiel auch sein erstes Länderspieltor erzielte. Bester englischer Torschütze war Wayne Rooney mit sieben Toren, der am 15. November 2014 beim Qualifikationsspiel gegen Slowenien sein 100. Länderspiel machte und dann zunächst am 5. September 2015 beim 6:0 gegen San Marino mit seinem 49. Länderspieltor den 45 Jahre alten Rekord von Bobby Charlton einstellte und drei Tage später mit seinem 50. Länderspieltor alleiniger Rekordtorschütze wurde. England erzielte nach Polen (33 Tore) mit 31 Toren die zweitmeisten Tore, profitierte dabei aber von drei Eigentoren. Nur Rumänien kassierte mit zwei Gegentoren ein Gegentor weniger.
Im Laufe der Qualifikation konnte sich England, das nach dem Vorrundenaus bei WM 2014 auf Platz 20 der FIFA-Weltrangliste gefallen war, zwischenzeitlich auf Platz 8 verbessern.
Nach der Qualifikation verlor England ein Testspiel gegen Titelverteidiger Spanien mit 0:2 und gewann gegen Gastgeber Frankreich mit 2:0. In der Vorbereitung auf die Endrunde waren Testspiele am 26. März 2016 in Berlin gegen Weltmeister Deutschland und am 29. März 2016 in London gegen die Niederlande terminiert.

### Spiele
Alle Resultate aus englischer Sicht.
| Datum      | Spielort                          | Gegner     | Ergebnis  | Torschützen |
| ---------- | --------------------------------- | ---------- | --------- | --- |
| 08.09.2014 | St. Jakob-Park, Basel (CHE)       | Schweiz    | 2:0 (1:0) | 1:0, 2:0 Danny Welbeck (58., 90.+4) |
| 09.10.2014 | Wembley-Stadion, London           | San Marino | 5:0 (2:0) | 1:0 Phil Jagielka (25.), 2:0 Wayne Rooney (43./Elfmeter), 3:0 Danny Welbeck (49.), 4:0 Andros Townsend (72.), 5:0 Alessandro Della Valle (78./Eigentor)           |
| 12.10.2014 | A. Le Coq Arena, Tallinn (EST)    | Estland    | 1:0 (0:0) | 1:0 Wayne Rooney (74.) |
| 15.11.2014 | Wembley-Stadion, London           | Slowenien  | 3:1 (0:0) | 1:0 Wayne Rooney (59./Elfmeter), 2:0, 3:0 Danny Welbeck (66., 72.)                                                                                                |
| 27.03.2015 | Wembley-Stadion, London           | Litauen    | 4:0 (2:0) | 1:0 Wayne Rooney (6.), 2:0 Danny Welbeck (45.), 3:0 Raheem Sterling (58.), 4:0 Harry Kane (73.)                                                                   |
| 14.06.2015 | Stadion Stožice, Ljubljana (SVN)  | Slowenien  | 3:2 (0:1) | 0:1 Milivoje Novakovič (37.), 1:1, 2:1 Jack Wilshere (57., 73.), 2:2 Nejc Pečnik (84.), 3:2 Wayne Rooney (86.)                                                    |
| 05.09.2015 | Stadio Olimpico, Serravalle (SMR) | San Marino | 6:0 (2:0) | 1:0 Wayne Rooney (13./Elfmeter), 2:0 Cristian Brolli (30./Eigentor), 3:0 Ross Barkley (46.), 4:0 Theo Walcott (68.), 5:0 Harry Kane (77.), 6:0 Theo Walcott (78.) |
| 08.09.2015 | Wembley-Stadion, London           | Schweiz    | 2:0 (0:0) | 1:0 Harry Kane (67.), 2:0 Wayne Rooney (84./Elfmeter) |
| 09.10.2015 | Wembley-Stadion, London           | Estland    | 2:0 (1:0) | 1:0 Theo Walcott (45.), 2:0 Raheem Sterling (85.) |
| 12.10.2015 | LFF-Stadion Vilnius (LTU)         | Litauen    | 3:0 (2:0) | 1:0 Ross Barkley (29.), 2:0 Giedrius Arlauskis (35./Eigentor), 3:0 Alex Oxlade-Chamberlain (62.)                                                                  |

### Tabelle
| Pl.                     | Land       | Sp. | S  | U | N | Tore    | Diff. | Punkte |
| ----------------------- | ---------- | --- | -- | - | - | ------- | ----- | ------ |
| 1.                      | England    | 10  | 10 | 0 | 0 | 031:300 | +28   | 30     |
| 2.                      | Schweiz    | 10  | 7  | 0 | 3 | 024:800 | +16   | 21     |
| 3.                      | Slowenien  | 10  | 5  | 1 | 4 | 018:110 | +7    | 16     |
| 4.                      | Estland    | 10  | 3  | 1 | 6 | 004:900 | −5    | 10     |
| 5.                      | Litauen    | 10  | 3  | 1 | 6 | 007:180 | −11   | 10     |
| 6.                      | San Marino | 10  | 0  | 1 | 9 | 001:360 | −35   | 01     |
| Stand: 12. Oktober 2015 |            |     |    |   |   |         |       |        |

## Vorbereitung
Nach dem Ende der Qualifikation verloren die in der Qualifikation ungeschlagenen Engländer am 13. November ein Freundschaftsspiel gegen Europameister Spanien in Alicante mit 0:2. Vier Tage später gewannen sie in London gegen EM-Gastgeber Frankreich ein Freundschaftsspiel mit 2:0, das aber im Zeichen der Terroranschläge von Paris stand. Zur Vorbereitung auf die EM trafen sich die Nationalspieler am 11. Februar 2016 im St. George’s Park National Football Centre. Am 26. März 2016 wurde in Berlin ein Spiel gegen Weltmeister Deutschland nach 0:2-Rückstand durch ein Tor in der Nachspielzeit mit 3:2 gewonnen. Dabei kam mit Danny Rose ein Neuling zu seinem ersten Einsatz. Drei Tage später konnten sie gegen die nicht für die EM qualifizierten Niederländer in London ihrerseits eine 1:0-Führung nicht verteidigen und verloren mit 1:2. Dabei kam mit Danny Drinkwater ein weiterer Neuling zu seinem ersten A-Länderspiel.
In der unmittelbaren Vorbereitung gewannen die Engländer am 22. Mai in Manchester gegen die Türkei mit 2:1. Am 27. Mai spielten sie in Sunderland gegen Australien und gewannen mit 2:1, wobei Neuling Marcus Rashford in der dritten Minute das 1:0 erzielte. Am 2. Juni konnten sie gegen fast eine Stunde lang nur noch zehn Portugiesen, die ohne Cristiano Ronaldo antraten, in London durch das erste Länderspieltor von Chris Smalling mit 1:0 gewinnen. Am 6. Juni fliegt die Mannschaft dann nach Frankreich und bezieht ihr Quartier in Chantilly, nördlich von Paris.

### Ausfälle
Am 11. Mai musste Danny Welbeck wegen einer Knieverletzung absagen.

## Kader
Ein vorläufiger Kader mit 26 Spielern war am 16. Mai 2016 präsentiert worden, der dann am 31. Mai 2016 auf 23 Spieler reduziert wurde. Die Spieler standen bei zehn englischen Vereinen unter Vertrag, womit England der einzige EM-Teilnehmer war, der nur Spieler aus der heimischen Liga nominiert hatte. Die meisten Spieler, je fünf, spielten beim FC Liverpool und Tottenham Hotspur. Meister Leicester City stellte nur einen Spieler, Pokalsieger Manchester United drei und Stadtrivale Manchester City zwei. Der am 31. Oktober 1997 geborene Marcus Rashford war der jüngste nominierte EM-Teilnehmer, den ältesten stellte Ungarn.
| Nr. | Position   | Name             | Verein            | Geburts- datum | Länderspiel- einsätze | Länderspiel- tore | Debüt | EM-Spiele          | Anzahl der Spiele | Tor | Gelbe Karte | Gelb-Rote Karte | Rote Karte |
| --- | ---------- | ---------------- | ----------------- | -------------- | --------------------- | ----------------- | ----- | ------------------ | ----------------- | --- | ----------- | --------------- | ---------- |
| 13  | Torhüter   | Fraser Forster   | FC Southampton    | 17. März 1988  | 6                     | 0                 | 2013  |                    |                   |     |             |                 |            |
| 1   | Torhüter   | Joe Hart         | Manchester City   | 19. Apr. 1987  | 60                    | 0                 | 2008  | 4 (2012)           | 4                 |     |             |                 |            |
| 23  | Torhüter   | Tom Heaton       | FC Burnley        | 15. Apr. 1986  | 1                     | 0                 | 2016  |                    |                   |     |             |                 |            |
| 21  | Abwehr     | Ryan Bertrand    | FC Southampton    | 5. Aug. 1989   | 8                     | 0                 | 2012  |                    | 1                 |     | 1           |                 |            |
| 5   | Abwehr     | Gary Cahill      | FC Chelsea        | 19. Dez. 1985  | 44                    | 3                 | 2010  |                    | 4                 |     | 1           |                 |            |
| 12  | Abwehr     | Nathaniel Clyne  | FC Liverpool      | 5. Apr. 1991   | 12                    | 0                 | 2014  |                    | 1                 |     |             |                 |            |
| 3   | Abwehr     | Danny Rose       | Tottenham Hotspur | 2. Juli 1990   | 5                     | 0                 | 2016  |                    | 3                 |     |             |                 |            |
| 6   | Abwehr     | Chris Smalling   | Manchester United | 22. Nov. 1989  | 26                    | 1                 | 2011  |                    | 4                 |     |             |                 |            |
| 16  | Abwehr     | John Stones      | FC Everton        | 28. Mai 1994   | 10                    | 0                 | 2014  |                    |                   |     |             |                 |            |
| 2   | Abwehr     | Kyle Walker      | Tottenham Hotspur | 28. Mai 1990   | 17                    | 0                 | 2011  |                    | 3                 |     |             |                 |            |
| 20  | Mittelfeld | Dele Alli        | Tottenham Hotspur | 11. Apr. 1996  | 9                     | 1                 | 2015  |                    | 4                 |     |             |                 |            |
| 19  | Mittelfeld | Ross Barkley     | FC Everton        | 5. Dez. 1993   | 22                    | 2                 | 2013  |                    |                   |     |             |                 |            |
| 17  | Mittelfeld | Eric Dier        | Tottenham Hotspur | 15. Jan. 1994  | 8                     | 2                 | 2015  |                    | 4                 | 1   |             |                 |            |
| 14  | Mittelfeld | Jordan Henderson | FC Liverpool      | 17. Juni 1990  | 26                    | 0                 | 2010  | 2 (2012)           | 1                 |     |             |                 |            |
| 8   | Mittelfeld | Adam Lallana     | FC Liverpool      | 10. Mai 1988   | 24                    | 0                 | 2013  |                    | 3                 |     |             |                 |            |
| 4   | Mittelfeld | James Milner     | FC Liverpool      | 4. Jan. 1986   | 61                    | 1                 | 2009  | 4 (2012)           | 1                 |     |             |                 |            |
| 7   | Mittelfeld | Raheem Sterling  | Manchester City   | 8. Dez. 1994   | 24                    | 2                 | 2012  |                    | 3                 |     |             |                 |            |
| 18  | Mittelfeld | Jack Wilshere    | FC Arsenal        | 1. Jan. 1992   | 32                    | 2                 | 2010  |                    | 3                 |     |             |                 |            |
| 9   | Angriff    | Harry Kane       | Tottenham Hotspur | 28. Juli 1993  | 13                    | 5                 | 2015  |                    | 4                 |     |             |                 |            |
| 22  | Angriff    | Marcus Rashford  | Manchester United | 31. Okt. 1997  | 1                     | 1                 | 2016  |                    | 2                 |     |             |                 |            |
| 10  | Angriff    | Wayne Rooney     | Manchester United | 24. Okt. 1985  | 112                   | 52                | 2003  | 4 (2004), 2 (2012) | 4                 | 1   |             |                 |            |
| 15  | Angriff    | Daniel Sturridge | FC Liverpool      | 1. Sep. 1989   | 18                    | 5                 | 2011  |                    | 3                 | 1   | 1           |                 |            |
| 11  | Angriff    | Jamie Vardy      | Leicester City    | 11. Jan. 1987  | 8                     | 3                 | 2015  |                    | 3                 | 1   |             |                 |            |

Trainer: Roy Hodgson

### Spieler, die nur im vorläufigen Kader standen
Am 31. Mai 2016 wurden drei Spieler aus dem Kader gestrichen.
| Position   | Name             | Verein           | Geburts- Datum | Länderspiel- einsätze | Länderspiel- tore | Debüt | Letzter Einsatz | EM-Spiele |
| ---------- | ---------------- | ---------------- | -------------- | --------------------- | ----------------- | ----- | --------------- | --------- |
| Mittelfeld | Fabian Delph     | Manchester City  | 21. Nov. 1989  | 9                     | 0                 | 2014  | 13. Nov. 2015   |           |
| Mittelfeld | Danny Drinkwater | Leicester City   | 5. März 1990   | 3                     | 0                 | 2016  | 27. Mai 2016    |           |
| Mittelfeld | Andros Townsend  | Newcastle United | 16. Juli 1991  | 11                    | 3                 | 2013  | 27. Mai 2016    |           |

Anmerkungen:
1. 1 2  Stand: 11. Juni 2016.
2. ↑  Stand: Vor der EM
3. 1 2  
Stand: 27. Mai 2016

## Endrunde

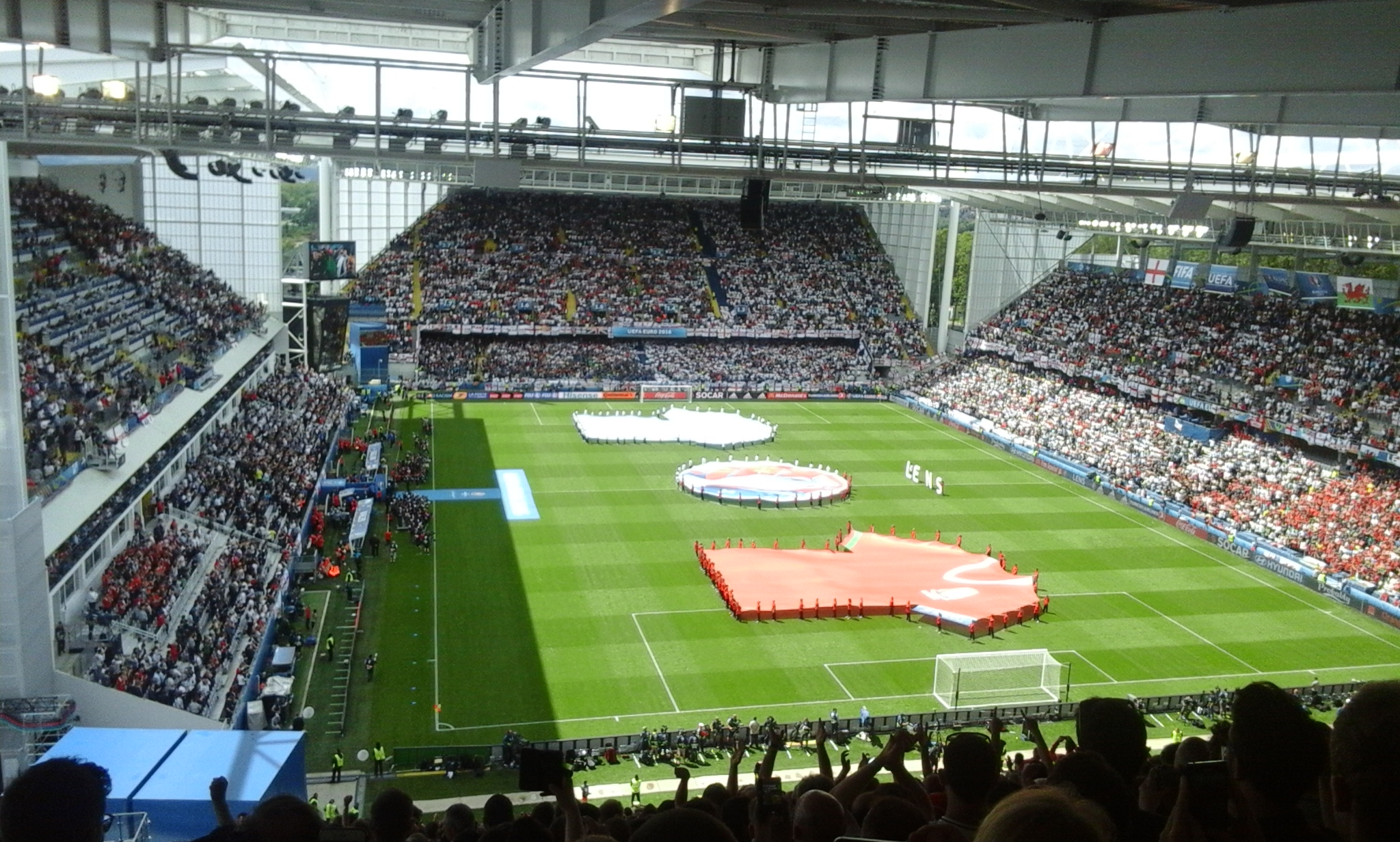
England – Wales, 16. Juni 2016.

Bei der am 12. Dezember 2015 stattgefundenen Auslosung der sechs Endrundengruppen war England in Topf 1 gesetzt. England wurde als Gruppenkopf der Gruppe B gelost. Gegner waren die EM-Neulinge Slowakei und Wales sowie Russland. Damit ist dies die einzige Gruppe mit zwei EM-Neulingen. Wales ist nach Schottland zweithäufigster Gegner der Engländer. In zuvor 101 Spielen seit 1879 gab es 66 Siege, 21 Unentschieden und 14 Niederlagen, die letzte in den British Home Championship 1983/84, als diese letztmals ausgetragen wurden. Gegen Russland gab es erst zwei Spiele in der Qualifikation für die EM 2008. Dabei gewannen beide je ein Spiel, England erzielte aber zwei Tore mehr, verpasste allerdings die Endrunde während sich Russland qualifizierte. Gegen die Slowakei gab es zuvor in drei Spielen nur Siege, davon zwei in der EM-Qualifikation 2004.
Die Engländer begannen mit einem 1:1 gegen Russland, wobei sie die größeren Chancen hatten und das Spiel weitgehend dominierten, aber lediglich ein Tor durch einen von Eric Dier direkt verwandelten Freistoß erzielten. Sie mussten dann aber in der Nachspielzeit noch den Ausgleich hinnehmen. Gegen Wales gerieten sie ihrerseits kurz vor der Halbzeitpause durch einen von Gareth Bale direkt verwandelten Freistoß in Rückstand, konnten aber zunächst durch den zur zweiten Halbzeit eingewechselten Jamie Vardy 14 Minuten später ausgleichen und dann auch noch durch den gleichzeitig eingewechselten Daniel Sturridge den Siegtreffer in der Nachspielzeit erzielen. Nach einem torlosen Remis gegen die Slowakei mussten sie den Walisern aber den Gruppensieg überlassen, da diese gegen die Slowakei und Russland gewinnen konnten. Als Gruppenzweiter trafen die Engländer nun auf Island, den Gruppenzweiten der Gruppe F. Gegen den EM-Neuling gab es erst zwei Länderspiele: 1982 trennten sich beide bei einem Freundschaftsspiel mit 1:1, 2004 gewannen die Engländer bei einem kleinen Turnier, an dem noch Japan teilnahm mit 6:1. Vom damaligen Spiel standen nur noch die Rekordtorschützen Eiður Guðjohnsen und Wayne Rooney in den beiden Kadern. Rooney war es dann, der nach wenigen Minuten einen Strafstoß für die Engländer zum 1:0 verwandelte. Die Isländer konnten aber postwendend ausgleichen und ihrerseits kurz darauf in Führung gehen. Diese verteidigten sie bis zum Schluss und zogen damit ins Viertelfinale gegen Gastgeber Frankreich ein. Nationaltrainer Hodgson trat nach dem Spiel von seinem Amt zurück. In der englischen Presse wurde die Niederlage als die schlimmste Pleite in der Geschichte der Three Lions betitelt.  Durch die EM-Spiele und ein Vorbereitungsspiel konnte England in der FIFA-Weltrangliste zwar Punkte hinzu gewinnen, verlor aber zwei Plätze, da andere Mannschaften mehr Punkte hinzugewannen.

### Gruppenphase
| Pl. | Land     | Sp. | S | U | N | Tore    | Diff. | Punkte |
| --- | -------- | --- | - | - | - | ------- | ----- | ------ |
| 1.  | Wales    | 3   | 2 | 0 | 1 | 006:300 | +3    | 06     |
| 2.  | England  | 3   | 1 | 2 | 0 | 003:200 | +1    | 05     |
| 3.  | Slowakei | 3   | 1 | 1 | 1 | 003:300 | ±0    | 04     |
| 4.  | Russland | 3   | 0 | 1 | 2 | 002:600 | −4    | 01     |

|                                                  |   |          |           |
| Sa., 11. Juni 2016 um 21:00 Uhr in Marseille     |   |          |           |
| England                                          | – | Russland | 1:1 (0:0) |
| Do., 16. Juni 2016 um 15:00 Uhr in Lens          |   |          |           |
| England                                          | – | Wales    | 2:1 (0:1) |
| Mo., 20. Juni 2016 um 21:00 Uhr in Saint-Étienne |   |          |           |
| Slowakei                                         | – | England  | 0:0       |

### Achtelfinale
|                                          |   |        |           |
| Mo., 27. Juni 2016 um 21:00 Uhr in Nizza |   |        |           |
| England                                  | – | Island | 1:2 (1:2) |